# Seconda Divisione 1924-1925
La Seconda Divisione 1924-1925 fu la terza edizione del torneo cadetto del campionato italiano di calcio organizzata a livello interregionale dalla Lega Nord.

## Lega Nord

### Formula
Al campionato avrebbero dovuto partecipare 40 squadre suddivise in quattro gironi da dieci, salvo poi ridurre l'organico a 39 società, di cui 38 effettive, per le conseguenze dello scandalo degli arbitraggi bolognesi truccati. Le vincenti di ogni raggruppamento si qualificano al girone finale che mette in palio due posti per la promozione in Prima Divisione. Le ultime classificate di ogni girone retrocedono in Terza Divisione, mentre le penultime spareggiano fra loro per la conquista di un posto salvezza.

### Avvenimenti
Il primo grande scandalo del calcio italiano, esploso nell'estate del 1924, lasciò zoppo il torneo cadetto originariamente concepito a 40 squadre: da una parte il Mantova fu ammesso in sovrannumero in Prima Divisione, dall'altra la Virtus Bologna fu radiata per corruzione rea confessa.
I quattro gironi eliminatori furono vinti dalla Novese, dal Como, dal Parma e dall'Udinese che si qualificarono al girone finale. Delle quattro squadre qualificate alla fase finale del campionato quella che faticò di più fu l'Udinese che concluse il girone D al primo posto a pari merito con L.R. Vicenza e Olympia di Fiume e per qualificarsi dovette affrontare negli spareggi queste due squadre. Alla fine degli spareggi la Lega Nord, terminata l'inchiesta partita su reclamo dell'Udinese, annullò i risultati conseguiti sul campo durante gli spareggi togliendo al Vicenza tutti i punti conseguiti nelle partite in cui aveva utilizzato due giocatori ungheresi in posizione irregolare di tesseramento (Molnár e Horváth) inserendo l'Udinese nel girone di finale al posto del Vicenza.
Il girone finale fu vinto da Parma e Udinese che ottennero la promozione in Prima Divisione.

### Profili

#### Girone A
| Club                    | Rosa     | Città                | Stadio | Stagione 1923-1924                        |
| ----------------------- | -------- | -------------------- | ------ | ----------------------------------------- |
| U.C. Astigiani          | dettagli | Asti (AL)            | -      | 1° nel gir. finale di 3ª Div. piemontese  |
| S.C. Molassana          | dettagli | Molassana (GE)       | -      | 1° nel gir. finale di 3ª Divisione ligure |
| U.S. Novese             | dettagli | Novi Ligure (AL)     | -      | 12ª nel girone B della 1ª Div.            |
| U.S. Rivarolese         | dettagli | Rivarolo Ligure (GE) |        | 2ª nel girone A della 2ª Div.             |
| Savona F.B.C.           | dettagli | Savona (GE)          | -      | 3º nel girone B della 2ª Div.             |
| F.S. Sestrese           | dettagli | Sestri Ponente (GE)  | -      | 4ª nel gir.finale Nord della 2ª Div.      |
| Speranza F.C.           | dettagli | Savona (GE)          | -      | 5º nel girone B della 2ª Div.             |
| Vado F.B.C.             | dettagli | Vado Ligure (GE)     | -      | 3º nel girone B della 2ª Div.             |
| Valenzana               | dettagli | Valenza (AL)         | -      | 4º nel girone A della 2ª Div.             |
| A.S. Vercellesi Erranti | dettagli | Vercelli (NO)        | -      | 5º nel girone A della 2ª Div.             |

#### Girone B
| Club                                               | Rosa     | Città              | Stadio                       | Stagione precedente                    |
| -------------------------------------------------- | -------- | ------------------ | ---------------------------- | -------------------------------------- |
| Atalanta e Bergamasca di Ginnastica e Scherma S.C. | dettagli | Bergamo (BG)       | Stadium della Clementina     | 3º nel girone C della 2ª Div.          |
| U.S. Biellese                                      | dettagli | Biella (NO)        | Campo Sportivo Rivetti       | 2º nel girone A della 2ª Div.          |
| Soc. Canottieri Lecco                              | dettagli | Lecco (CO)         | Campo di via Cantarelli      | 1ª nel gir. finale lombardo di 3ª Div. |
| Como F.B.C.                                        | dettagli | Como (CO)          | Campo via dei Mille (55x100) | 2º nel girone C della 2ª Div.          |
| Esperia F.C.                                       | dettagli | Como (CO)          | Campo di via Milano          | 5º nel girone C della 2ª Div.          |
| Juventus Italia F.C.                               | dettagli | Milano (MI)        | -                            | 5º nel gir. finale della 2ª Div.       |
| US Milanese                                        | dettagli | Milano (MI)        | Velodromo Sempione           | 6º nel girone C della 2ª Div.          |
| A.C. Monza                                         | dettagli | Monza (MI)         | Campo di via Ghilini         | 4º nel girone C della 2ª Div.          |
| Pro Patria et Libertate U.S.B.                     | dettagli | Busto Arsizio (MI) | Stadium di via Valle Olona   | 2º nel girone A della 2ª Div.          |
| C.S. Trevigliese                                   | dettagli | Treviglio (BG)     | Campo di via Milano          | 4º nel girone D della 2ª Div.          |

#### Girone C
| Club              | Rosa     | Città                  | Stadio                   | Stagione 1923-1924                       |
| ----------------- | -------- | ---------------------- | ------------------------ | ---------------------------------------- |
| Borgo San Donnino | dettagli | Borgo San Donnino (PR) | -                        | 1º nel gir. finale emiliano di 3ª Div.   |
| Carpi             | dettagli | Carpi (MO)             | Campo di San Nicolò      | 5º nel girone D della 2ª Div.            |
| Fanfulla          | dettagli | Lodi (MI)              | Stadio Dossenina         | 2º nel girone D della 2ª Div.            |
| Libertas Firenze  | dettagli | Firenze                | Stadio di via Bellini    | 5º nel girone F della 2ª Div.            |
| Libertas Lucca    | dettagli | Lucca                  | Velodromo Libertas       | 4º nel girone F della 2ª Div.            |
| Parma             | dettagli | Parma                  | Stadio Ennio Tardini     | 2º nel girone F della 2ª Div.            |
| Piacenza          | dettagli | Piacenza               | Campo di Barriera Genova | 3º nel girone D della 2ª Div.            |
| Pistoiese         | dettagli | Pistoia                | Stadio Monteoliveto      | 1º nel gir. finale toscano della 3ª Div. |
| Viareggio         | dettagli | Viareggio (LU)         | Campo di villa Rigutti   | 3º nel girone F della 2ª Div.            |
| S.E.F. Virtus     | dettagli | Bologna                | Campo Virtus             | 12º nel girone A della 1ª Div.           |

Girone C
- Palestra Ginnastica Fiorentina Libertas - Firenze
- ▲TOSCANA - Unione Sportiva Pistoiese - Pistoia (FI)
- Unione Sportiva Lucchese - Lucca
- Viareggio Società Calcistica - Viareggio (LU)
- Associazione Sportiva Fanfulla - Lodi (MI)
- ® - Società Educazione Fisica Virtus[3] - Bologna
- Piacenza Football Club - Piacenza
- Associazione Calcio Carpi - Carpi (MO)
- Parma - Parma
- ▲EMILIA - U.S. Borgo San Donnino - Borgo San Donnino (PR)

#### Girone D
| Club             | Rosa     | Città           | Stadio | Stagione 1923-1924                      |
| ---------------- | -------- | --------------- | ------ | --------------------------------------- |
| Dolo             | dettagli | Dolo (VE)       | -      | 2º nel girone E della 2ª Div.           |
| Gloria           | dettagli | Fiume (FM)      | -      | 1° nel gir. giuliano della 3ª Div.      |
| Monfalconese CNT | dettagli | Monfalcone (TS) | -      | 7º nel girone E della 2ª Div.           |
| Olympia          | dettagli | Fiume (FM)      | -      | 3° nel gir. finale della 2ª Div.        |
| Petrarca         | dettagli | Padova (PD)     | -      | 5º nel girone E della 2ª Div.           |
| Triestina        | dettagli | Trieste (TS)    | -      | 3° nel gir. giuliano della 3ª Div.      |
| Udinese          | dettagli | Udine (UD)      | -      | 4º nel girone E della 2ª Div.           |
| Venezia          | dettagli | Venezia (VE)    | -      | 2º nel girone E della 2ª Div.           |
| Vicenza          | dettagli | Vicenza (VI)    | -      | 1° nel gir. finale veneto della 3ª Div. |

- Associazione Calcistica Venezia - Venezia
- Club Sportivo Dolo - Dolo (VE)
- ▲VENETO - Associazione del Calcio in Vicenza - Vicenza
- Petrarca Football Club - Padova
- ▲a tavolino - Unione Sportiva Triestina - Trieste
- Associazione Sportiva Monfalconese C.N.T. - Monfalcone (TS)
- Associazione Sportiva Udinese - Udine
- Club Sportivo Olympia - Fiume
- ▲V.GIULIA - Club Sportivo Gloria - Fiume

® squadre neoretrocesse - ▲ squadre neopromosse

### Girone A

#### Classifica
|  | Pos. | Squadra            | Pt | G  | V  | N | P  | GF | GS | DR  |
|  | ---- | ------------------ | -- | -- | -- | - | -- | -- | -- | --- |
|  | 1.   | Novese             | 26 | 18 | 11 | 4 | 3  | 34 | 13 | +21 |
|  | 2.   | Valenzana          | 25 | 18 | 11 | 3 | 4  | 25 | 12 | +13 |
|  | 2.   | Rivarolese         | 25 | 18 | 12 | 1 | 5  | 39 | 25 | +14 |
|  | 4.   | Speranza           | 22 | 18 | 11 | 0 | 7  | 25 | 15 | +10 |
|  | 5.   | Sestrese           | 18 | 18 | 6  | 6 | 6  | 17 | 18 | -1  |
|  | 6.   | Savona             | 15 | 18 | 6  | 3 | 9  | 18 | 17 | +1  |
|  | 7.   | Astigiani          | 13 | 18 | 5  | 3 | 10 | 13 | 19 | -6  |
|  | 7.   | Vercellesi Erranti | 13 | 18 | 6  | 1 | 11 | 21 | 41 | -20 |
|  | 9.   | Vado               | 12 | 18 | 5  | 2 | 11 | 14 | 32 | -18 |
|  | 10.  | Molassana          | 11 | 18 | 5  | 1 | 12 | 22 | 36 | -14 |

Legenda:
      Ammessa alle finali.
      Retrocesso in Terza Divisione 1925-1926.
 Ammessa agli spareggi salvezza.
Note:
Due punti a vittoria, uno a pareggio, zero a sconfitta.
In caso di pari merito in qualsiasi posizione della classifica, le squadre sono classificate a pari merito.
Verdetti
- Novese qualificata alla fase finale.
- Vado impegnato negli spareggi salvezza fra le penultime classificate.
- Molassana retrocessa in Terza Divisione 1925-26.

#### Tabellone
|                    | Ast  | Mol  | Nov  | Riv  | Sav  | Ses  | Spe  | Vad  | Val  | Ver  |
| ------------------ | ---- | ---- | ---- | ---- | ---- | ---- | ---- | ---- | ---- | ---- |
| Astigiani          | –––– | 3-1  | 0-1  | 0-2  | 0-0  | 0-0  | 2-0  | 0-2  | 2-0  | 4-0  |
| Molassana          | 1-0  | –––– | 1-2  | 2-5  | 2-0  | 1-1  | 1-0  | 4-2  | 1-2  | 2-1  |
| Novese             | 0-0  | 2-1  | –––– | 7-0  | 2-0  | 2-0  | 1-0  | 1-0  | 0-0  | 5-0  |
| Rivarolese         | 1-0  | 3-1  | 3-1  | –––– | 1-0  | 3-0  | 3-0  | 4-0  | 2-0  | 5-1  |
| Savona             | 2-0  | 3-1  | 1-1  | 1-1  | –––– | 0-1  | 0-2  | 3-0  | 2-0  | 4-0  |
| Sestrese           | 1-2  | 2-1  | 1-1  | 2-1  | 2-0  | –––– | 0-1  | 1-0  | 0-0  | 4-0  |
| Speranza           | 2-0  | 2-0  | 2-3  | 3-2  | 1-0  | 2-0  | –––– | 2-0  | 2-0  | 4-0  |
| Vado               | 1-0  | 2-1  | 0-4  | 0-1  | 0-2  | 2-2  | 1-0  | –––– | 1-1  | 1-0  |
| Valenzana          | 2-0  | 4-0  | 1-0  | 5-1  | 1-0  | 2-0  | 1-0  | 1-0  | –––– | 2-0  |
| Vercellesi Erranti | 3-0  | 2-1  | 3-1  | 2-1  | 2-0  | 0-0  | 1-2  | 5-2  | 1-3  | –––– |

#### Calendario
| Andata (1ª) | Andata (1ª) | Prima giornata      | Ritorno (12ª) | Ritorno (12ª) |
|             |             |                     |               |               |
| 26 ott.     | 0-1         | Savona-Sestrese     | 0-2           | 1º feb.       |
| 26 ott.     | 1-0         | Molassana-Astigiani | 1-3           | 1º feb.       |
| 26 ott.     | 3-0         | Rivarolese-Speranza | 2-3           | 1º feb.       |
| 11 gen.     | 5-2         | Vercellesi E.-Vado  | 0-1           | 1º feb.       |
| 26 ott.     | 0-0         | Novese-Valenzana    | 0-1           | 1º feb.       |

| Andata (2ª) | Andata (2ª) | Seconda giornata   | Ritorno (13ª) | Ritorno (13ª) |
|             |             |                    |               |               |
| 2 nov.      | 1-0         | Valenzana-Savona   | 0-2           | 8 feb.        |
| 2 nov.      | 2-0         | Speranza-Molassana | 0-1           | 8 feb.        |
| 2 nov.      | 0-1         | Astigiani-Novese   | 0-0           | 8 feb.        |
| 2 nov.      | 4-0         | Rivarolese-Vado    | 1-0           | 8 feb.        |
| 4 gen.      | 4-0         | Sestrese-Erranti   | 0-0           | 8 feb.        |

| Andata (3ª) | Andata (3ª) | Terza giornata       | Ritorno (14ª) | Ritorno (14ª) |
|             |             |                      |               |               |
| 9 nov.      | 2-2         | Vado-Sestrese        | 0-1           | 12 apr.       |
| 9 nov.      | 0-2         | Savona-Speranza      | 0-1           | 12 apr.       |
| 9 nov.      | 1-2         | Molassana-Valenzana  | 0-4           | 12 apr.       |
| 9 nov.      | 3-1         | Erranti-Novese       | 0-5           | 12 apr.       |
| 9 nov.      | 0-2         | Astigiani-Rivarolese | 0-1           | 3 mag.        |

| Andata (4ª) | Andata (4ª) | Quarta giornata     | Ritorno (15ª) | Ritorno (15ª) |
|             |             |                     |               |               |
| 23 nov.     | 2-0         | Speranza-Sestrese   | 1-0           | 22 feb.       |
| 23 nov.     | 2-0         | Valenzana-Astigiani | 0-2           | 22 feb.       |
| 23 nov.     | 1-0         | Rivarolese-Savona   | 1-1           | 22 feb.       |
| 23 nov.     | 2-1         | Erranti-Molassana   | 1-2           | 22 feb.       |
| 23 nov.     | 1-0         | Novese-Vado         | 4-0           | 22 feb.       |

| Andata (5ª) | Andata (5ª) | Quinta giornata     | Ritorno (16ª) | Ritorno (16ª) |
|             |             |                     |               |               |
| 30 nov.     | 2-3         | Speranza-Novese     | 0-1           | 1º mar.       |
| 30 nov.     | 1-1         | Vado-Valenzana      | 0-1           | 1º mar.       |
| 30 nov.     | 2-0         | Molassana-Savona    | 1-3           | 1º mar.       |
| 30 nov.     | 2-1         | Sestrese-Rivarolese | 0-3           | 1º mar.       |
| 30 nov.     | 4-0         | Astigiani-Erranti   | 0-3           | 1º mar.       |

| Andata (6ª) | Andata (6ª) | Sesta giornata     | Ritorno (17ª) | Ritorno (17ª) |
|             |             |                    |               |               |
| 7 dic.      | 1-0         | Valenzana-Speranza | 0-2           | 8 mar.        |
| 7 dic.      | 2-0         | Savona-Astigiani   | 0-0           | 8 mar.        |
| 7 dic.      | 2-1         | Vado-Molassana     | 2-4           | 8 mar.        |
| 7 dic.      | 5-1         | Rivarolese-Erranti | 1-2           | 8 mar.        |
| 7 dic.      | 2-0         | Novese-Sestrese    | 1-1           | 8 mar.        |

| Andata (7ª) | Andata (7ª) | Settima giornata       | Ritorno (18ª) | Ritorno (18ª) |
|             |             |                        |               |               |
| 14 dic.     | 0-0         | Sestrese-Valenzana     | 0-2           | 15 mar.       |
| 14 dic.     | 2-5         | Molassana-Rivarolese   | 1-3           | 15 mar.       |
| 14 dic.     | 1-1         | Savona-Novese          | 0-2           | 15 mar.       |
| 14 dic.     | 0-2         | Astigiani-Vado         | 0-1           | 19 apr.       |
| 14 dic.     | 1-2         | Vercellesi E.-Speranza | 0-4           | 15 mar.       |

| Andata (8ª) | Andata (8ª) | Ottava giornata    | Ritorno (19ª) | Ritorno (19ª) |
|             |             |                    |               |               |
| 21 dic.     | 2-0         | Valenzana-Erranti  | 3-1           | 29 mar.       |
| 21 dic.     | 2-0         | Speranza-Astigiani | 0-2           | 29 mar.       |
| 21 dic.     | 0-2         | Vado-Savona        | 0-3           | 29 mar.       |
| 21 dic.     | 2-1         | Sestrese-Molassana | 1-1           | 29 mar.       |
| 21 dic.     | 7-0         | Novese-Rivarolese  | 1-3           | 29 mar.       |

| \| Andata (9ª) \| Andata (9ª) \| Nona giornata \| Ritorno (20ª) \| Ritorno (20ª) \| \| \| \| \| \| \| \| 28 dic. \| 2-0 \| Speranza-Vado \| 0-1 \| 5 apr. \| \| 28 dic. \| 2-0 \| Vercellesi E.-Savona \| 0-4 \| 5 apr. \| \| 28 dic. \| 0-0 \| Astigiani-Sestrese \| 2-1 \| 26 apr. \| \| 28 dic. \| 2-0 \| Rivarolese-Valenzana \| 1-5 \| 5 apr. \| \| 28 dic. \| 1-2 \| Molassana-Novese \| 1-2 \| 5 apr. \| |             |                      |               |               |
| Andata (9ª) | Andata (9ª) | Nona giornata        | Ritorno (20ª) | Ritorno (20ª) |
| |             |                      |               |               |
| 28 dic. | 2-0         | Speranza-Vado        | 0-1           | 5 apr.        |
| 28 dic. | 2-0         | Vercellesi E.-Savona | 0-4           | 5 apr.        |
| 28 dic. | 0-0         | Astigiani-Sestrese   | 2-1           | 26 apr.       |
| 28 dic. | 2-0         | Rivarolese-Valenzana | 1-5           | 5 apr.        |
| 28 dic. | 1-2         | Molassana-Novese     | 1-2           | 5 apr.        |

Note
- Vado-Savona sospesa al 30° della ripresa sull'1-0 per il Savona per incidenti (vittoria assegnata a tavolino al Savona).
- Sestrese-Erranti disputata il 4 gennaio.
- Vado-Erranti disputata l'11 gennaio.
- Novese-Erranti 5-0, Sestrese-Vado 1-0, Speranza-Savona 1-0, Valenzana-Molassana 4-0, inizialmente previste per il 15 febbraio, disputate il 12 aprile.
- Vado-Astigiani 1-0 disputata il 19 aprile.
- Sestrese-Astigiani 1-2 disputata il 26 aprile.
- Rivarolese-Astigiani 1-0 disputata il 3 maggio.

### Girone B

#### Classifica
|  | Pos. | Squadra          | Pt | G  | V  | N  | P | GF | GS | DR  |
|  | ---- | ---------------- | -- | -- | -- | -- | - | -- | -- | --- |
|  | 1.   | Como             | 26 | 18 | 10 | 6  | 2 | 31 | 17 | +14 |
|  | 2.   | Pro Patria       | 21 | 18 | 8  | 5  | 5 | 25 | 20 | +5  |
|  | 3.   | Biellese         | 20 | 18 | 6  | 8  | 4 | 28 | 21 | +7  |
|  | 4.   | US Milanese      | 19 | 18 | 7  | 5  | 6 | 28 | 23 | +5  |
|  | 5.   | Juventus Italia  | 17 | 18 | 6  | 5  | 7 | 28 | 28 | 0   |
|  | 5.   | Monza            | 17 | 18 | 5  | 7  | 6 | 26 | 28 | -2  |
|  | 7.   | Canottieri Lecco | 16 | 18 | 6  | 4  | 8 | 24 | 29 | -5  |
|  | 7.   | Atalanta         | 16 | 18 | 3  | 10 | 5 | 14 | 22 | -8  |
|  | 9.   | Trevigliese      | 16 | 18 | 6  | 4  | 8 | 16 | 30 | -14 |
|  | 10.  | Esperia          | 12 | 18 | 3  | 6  | 9 | 20 | 22 | -2  |

Legenda:
      Ammessa alle finali.
      Retrocesso in Terza Divisione 1925-1926.
 Ammesso agli spareggi salvezza.
Note:
Due punti a vittoria, uno a pareggio, zero a sconfitta.
In caso di pari merito in qualsiasi posizione della classifica, le squadre sono classificate a pari merito.
Verdetti
- Como qualificato alla fase finale.
- Trevigliese impegnata negli spareggi salvezza fra le penultime classificate.
- Esperia retrocessa in Terza Divisione 1925-26.

#### Spareggi retrocessione
|                  | Spareggi salvezza |                  | Città e data            |  |
| ---------------- | ----------------- | ---------------- | ----------------------- |  |
| Atalanta         | 3 - 1             | Trevigliese      | Milano, 3 maggio 1925   |  |
| Trevigliese      | 3 - 2             | Canottieri Lecco | Milano, 10 maggio 1925  |  |
| Canottieri Lecco | 1 - 0             | Atalanta         | Saronno, 17 maggio 1925 |  |
|                  |                   |                  |                         |  |

|                  | Ulteriori spareggi |             | Città e data           |  |
| ---------------- | ------------------ | ----------- | ---------------------- |  |
| Canottieri Lecco | 2 - 0              | Trevigliese | Milano, 24 maggio 1925 |  |
| Atalanta         | 3 - 2              | Trevigliese | Milano, 31 maggio 1925 |  |
|                  |                    |             |                        |  |

L'ultimo incontro Canottieri Lecco-Atalanta, in programma a Milano il 7 giugno 1925, non fu fatto disputare dalla Lega Nord perché ininfluente, essendo la Trevigliese già matematicamente ultima fra le tre compagini.

#### Tabellone
|                  | Ata  | Bie  | Can  | Com  | Esp  | Juv  | Mil  | Mon  | Pro  | Tre  |
| ---------------- | ---- | ---- | ---- | ---- | ---- | ---- | ---- | ---- | ---- | ---- |
| Atalanta         | –––– | 1-1  | 1-1  | 0-2  | 1-0  | 2-2  | 0-0  | 0-0  | 3-1  | 1-1  |
| Biellese         | 5-0  | –––– | 2-1  | 3-1  | 0-0  | 0-1  | 0-1  | 1-1  | 1-0  | 4-0  |
| Canottieri Lecco | 2-0  | 1-1  | –––– | 1-1  | 1-0  | 3-2  | 2-1  | 1-3  | 0-1  | 3-0  |
| Como             | 2-0  | 0-0  | 4-1  | –––– | 2-1  | 2-1  | 2-1  | 1-0  | 2-1  | 6-1  |
| Esperia          | 0-1  | 2-2  | 0-0  | 1-2  | –––– | 5-1  | 1-2  | 1-1  | 1-1  | 3-1  |
| Juventus Italia  | 1-1  | 2-2  | 4-2  | 1-1  | 1-0  | –––– | 2-0  | 5-2  | 1-1  | 0-1  |
| Milanese         | 1-1  | 3-0  | 5-1  | 2-2  | 1-1  | 3-2  | –––– | 1-2  | 2-4  | 2-0  |
| Monza            | 2-2  | 3-5  | 2-0  | 0-0  | 3-1  | 0-1  | 2-2  | –––– | 2-3  | 1-3  |
| Pro Patria       | 0-0  | 3-0  | 2-1  | 0-0  | 2-1  | 2-1  | 0-1  | 1-2  | –––– | 1-1  |
| Trevigliese      | 1-0  | 1-1  | 0-3  | 3-1  | 0-2  | 1-0  | 1-0  | 0-0  | 1-2  | –––– |

#### Calendario
| Andata (1ª) | Andata (1ª) | Prima giornata               | Ritorno (10ª) | Ritorno (10ª) |
|             |             |                              |               |               |
| 9 nov.      | 5-1         | US Milanese-Canottieri Lecco | 1-2           | 1º feb.       |
| 9 nov.      | 6-1         | Como-Trevigliese             | 1-3           | 1º feb.       |
| 9 nov.      | 3-1         | Monza-Esperia                | 1-1           | 1º feb.       |
| 9 nov.      | 2-2         | Atalanta-Juventus Italia     | 1-1           | 1º feb.       |
| 9 nov.      | 3-0         | Pro Patria-Biellese          | 0-1           | 1º feb.       |

| Andata (2ª) | Andata (2ª) | Seconda giornata            | Ritorno (11ª) | Ritorno (11ª) |
|             |             |                             |               |               |
| 23 nov.     | 1-1         | Trevigliese-Biellese        | 0-4           | 8 feb.        |
| 23 nov.     | 0-1         | Esperia-Atalanta            | 0-1           | 8 feb.        |
| 23 nov.     | 1-1         | Canottieri Lecco-Como       | 1-4           | 8 feb.        |
| 23 nov.     | 2-0         | Juventus Italia-US Milanese | 2-3           | 8 feb.        |
| 23 nov.     | 2-3         | Monza-Pro Patria            | 2-1           | 8 feb.        |

| Andata (3ª) | Andata (3ª) | Terza giornata            | Ritorno (12ª) | Ritorno (12ª) |
|             |             |                           |               |               |
| 30 nov.     | 0-1         | Biellese-Juventus Italia  | 2-2           | 15 feb.       |
| 30 nov.     | 1-1         | Atalanta-Canottieri Lecco | 0-2           | 15 feb.       |
| 30 nov.     | 1-0         | Como-Monza                | 0-0           | 22 mar.       |
| 30 nov.     | 1-1         | US Milanese-Esperia       | 2-1           | 15 feb.       |
| 30 nov.     | 1-1         | Pro Patria-Trevigliese    | 2-1           | 15 feb.       |

| Andata (4ª) | Andata (4ª) | Quarta giornata              | Ritorno (13ª) | Ritorno (13ª) |
|             |             |                              |               |               |
| 7 dic.      | 1-1         | Juventus Italia-Pro Patria   | 1-2           | 22 feb.       |
| 7 dic.      | 1-3         | Trevigliese-Canottieri Lecco | 0-3           | 22 feb.       |
| 7 dic.      | 0-0         | Atalanta-Monza               | 2-2           | 22 feb.       |
| 7 dic.      | 1-2         | Esperia-Como                 | 1-2           | 22 feb.       |
| 7 dic.      | 0-1         | Biellese-US Milanese         | 0-3           | 22 feb.       |

| Andata (5ª) | Andata (5ª) | Quinta giornata                  | Ritorno (14ª) | Ritorno (14ª) |
|             |             |                                  |               |               |
| 14 dic.     | 3-5         | Monza-Biellese                   | 1-1           | 1º mar.       |
| 14 dic.     | 2-0         | Como-Atalanta                    | 2-0*          | 1º mar.       |
| 14 dic.     | 2-1         | Pro Patria-Esperia               | 1-1           | 1º mar.       |
| 14 dic.     | 3-2         | Canottieri Lecco-Juventus Italia | 2-4           | 1º mar.       |
| 14 dic.     | 1-0         | Trevigliese-US Milanese          | 0-2           | 1º mar.       |

| Andata (6ª) | Andata (6ª) | Sesta giornata              | Ritorno (15ª) | Ritorno (15ª) |
|             |             |                             |               |               |
| 21 dic.     | 0-0         | Biellese-Esperia            | 2-2           | 8 mar.        |
| 21 dic.     | 1-3         | Canottieri Lecco-Monza      | 0-2           | 8 mar.        |
| 21 dic.     | 2-1         | Como-US Milanese            | 2-2           | 8 mar.        |
| 21 dic.     | 0-1         | Juventus Italia-Trevigliese | 0-1           | 8 mar.        |
| 21 dic.     | 3-1         | Atalanta-Pro Patria         | 0-0           | 22 mar.       |

| Andata (7ª) | Andata (7ª) | Settima giornata            | Ritorno (16ª) | Ritorno (16ª) |
|             |             |                             |               |               |
| 28 dic.     | 3-1         | Biellese-Como               | 0-0           | 15 mar.       |
| 28 dic.     | 1-1         | US Milanese-Atalanta        | 0-0           | 15 mar.       |
| 28 dic.     | 3-1         | Esperia-Trevigliese         | 2-0           | 15 mar.       |
| 28 dic.     | 5-2         | Juventus Italia-Monza       | 0-0           | 15 mar.       |
| 28 dic.     | 2-1         | Pro Patria-Canottieri Lecco | 1-0           | 15 mar.       |

| Andata (8ª) | Andata (8ª) | Ottava giornata          | Ritorno (17ª) | Ritorno (17ª) |
|             |             |                          |               |               |
| 4 gen.      | 1-1         | Canottieri Lecco-Esperia | 0-0           | 29 mar.       |
| 4 gen.      | 2-4         | US Milanese-Pro Patria   | 1-0           | 29 mar.       |
| 4 gen.      | 1-1         | Atalanta-Biellese        | 0-5           | 29 mar.       |
| 4 gen.      | 2-1         | Como-Juventus Italia     | 1-1           | 29 mar.       |
| 4 gen.      | 1-3         | Monza-Trevigliese        | 0-0           | 29 mar.       |

| \| Andata (9ª) \| Andata (9ª) \| Nona giornata \| Ritorno (18ª) \| Ritorno (18ª) \| \| \| \| \| \| \| \| 11 gen. \| 2-2 \| Monza-US Milanese \| 2-1 \| 5 apr. \| \| 11 gen. \| 0-0 \| Pro Patria-Como \| 1-2 \| 5 apr. \| \| 11 gen. \| 1-0 \| Trevigliese-Atalanta \| 1-1 \| 5 apr. \| \| 11 gen. \| 2-1 \| Biellese-Canottieri Lecco \| 1-1 \| 5 apr. \| \| 11 gen. \| 5-1 \| Esperia-Juventus Italia \| 0-1 \| 5 apr. \| |             |                           |               |               |
| Andata (9ª) | Andata (9ª) | Nona giornata             | Ritorno (18ª) | Ritorno (18ª) |
| |             |                           |               |               |
| 11 gen. | 2-2         | Monza-US Milanese         | 2-1           | 5 apr.        |
| 11 gen. | 0-0         | Pro Patria-Como           | 1-2           | 5 apr.        |
| 11 gen. | 1-0         | Trevigliese-Atalanta      | 1-1           | 5 apr.        |
| 11 gen. | 2-1         | Biellese-Canottieri Lecco | 1-1           | 5 apr.        |
| 11 gen. | 5-1         | Esperia-Juventus Italia   | 0-1           | 5 apr.        |

Note
- Monza-Como 0-0 disputata il 22 marzo.
- Atalanta-Como 2-0 sul campo, ma 0-2 a tavolino per intemperanze dei giocatori e dei sostenitori atalantini.
- Pro Patria-Atalanta 0-0 disputata il 22 marzo.

### Girone C

#### Classifica
|  | Pos. | Squadra           | Pt      | G  | V  | N  | P  | GF | GS | DR  |
|  | ---- | ----------------- | ------- | -- | -- | -- | -- | -- | -- | --- |
|  | 1.   | Parma             | 25      | 16 | 12 | 1  | 3  | 45 | 16 | +29 |
|  | 2.   | Piacenza          | 22      | 16 | 9  | 4  | 3  | 33 | 20 | +13 |
|  | 3.   | Carpi             | 16      | 16 | 7  | 2  | 7  | 35 | 27 | +8  |
|  | 3.   | Libertas Firenze  | 16      | 16 | 6  | 4  | 6  | 24 | 23 | +1  |
|  | 3.   | Pistoiese         | 16      | 16 | 6  | 4  | 6  | 21 | 27 | -6  |
|  | 6.   | Fanfulla          | 14      | 16 | 5  | 4  | 7  | 26 | 30 | -4  |
|  | 6.   | Viareggio         | 14      | 16 | 6  | 2  | 8  | 19 | 26 | -7  |
|  | 8.   | Libertas Lucca    | 12      | 16 | 4  | 4  | 8  | 22 | 34 | -12 |
|  | 9.   | Borgo San Donnino | 9       | 16 | 4  | 1  | 11 | 15 | 37 | -22 |
|  | 10.  | Virtus Bologna    | esclusa | -- | -- | -- | -- | -- | -- | --  |

Legenda:
      Ammessa alle finali.
 Ammesso agli spareggi salvezza.
 Esclusa dal campionato per illecito sportivo e classificata come retrocedenda in Terza Divisione, è in seguito radiata per rinuncia ai campionati.
Note:
Due punti a vittoria, uno a pareggio, zero a sconfitta.
In caso di pari merito in qualsiasi posizione della classifica, le squadre sono classificate a pari merito.
Verdetti
- Parma qualificato alla fase finale.
- Borgo S.Donnino impegnato negli spareggi salvezza fra le penultime classificate.
- Virtus Bologna tolta dalla classifica per illecito sportivo e considerata come retrocedenda in Terza Divisione, e in seguito radiata dai ruoli federali per rinuncia ai campionati.

#### Tabellone
|                   | Bor  | Car  | Fan  | LFi  | LLu  | Par  | Pia  | Pis  | Via  |
| ----------------- | ---- | ---- | ---- | ---- | ---- | ---- | ---- | ---- | ---- |
| Borgo San Donnino | –––– | 3-1  | 2-0  | 3-0  | 2-3  | 1-6  | 2-2  | 0-1  | 1-0  |
| Carpi             | 3-0  | –––– | 6-2  | 2-2  | 3-0  | 2-0  | 1-2  | 4-0  | 3-0  |
| Fanfulla          | 4-0  | 2-1  | –––– | 0-3  | 6-1  | 2-0  | 1-1  | 0-0  | 4-1  |
| Libertas Firenze  | 1-0  | 2-3  | 1-0  | –––– | 3-3  | 2-2  | 1-2  | 1-0  | 5-0  |
| Libertas Lucca    | 2-0  | 2-2  | 4-2  | 0-2  | –––– | 0-3  | 2-2  | 1-1  | 2-0  |
| Parma             | 1-0  | 4-1  | 5-0  | 4-0  | 3-0  | –––– | 3-2  | 5-2  | 3-0  |
| Piacenza          | 6-0  | 3-1  | 3-1  | 1-1  | 2-1  | 0-2  | –––– | 3-2  | 2-0  |
| Pistoiese         | 5-1  | 2-0  | 1-1  | 1-0  | 2-1  | 2-4  | 1-0  | –––– | 0-0  |
| Viareggio         | 2-0  | 3-2  | 1-1  | 2-0  | 1-0  | 2-0  | 1-2  | 6-1  | –––– |

#### Calendario
| Andata (1ª) | Andata (1ª)       | Prima giornata           | Ritorno (12ª) | Ritorno (12ª) |
|             |                   |                          |               |               |
| 26 ott.     | 2-1               | Libertas-PGF Libertas    | 3-3           | 1º feb.       |
| 26 ott.     | 6-0               | Piacenza-Borgo S.Donnino | 2-2           | 1º feb.       |
| 26 ott.     | 5-2               | Parma-Pistoiese          | 4-2           | 1º feb.       |
| 4 gen.      | 2-1               | Fanfulla-Carpi           | 6-3           | 1º feb.       |
| 4 gen.      | Riposa: Viareggio |                          |               | 1º feb.       |

| Andata (2ª) | Andata (2ª)      | Seconda giornata          | Ritorno (13ª) | Ritorno (13ª) |
|             |                  |                           |               |               |
| 2 nov.      | 0-3              | Libertas-Parma            | 0-3           | 8 feb.        |
| 2 nov.      | 1-0              | Borgo S.Donnino-Viareggio | 0-2           | 8 feb.        |
| 2 nov.      | 1-0              | Pistoiese-PGF Libertas    | 0-1           | 8 feb.        |
| 11 gen.     | 1-2              | Carpi-Piacenza            | 1-3           | 8 feb.        |
| 11 gen.     | Riposa: Fanfulla |                           |               | 8 feb.        |

| Andata (3ª) | Andata (3ª)         | Terza giornata           | Ritorno (14ª) | Ritorno (14ª) |
|             |                     |                          |               |               |
| 9 nov.      | 4-0                 | Fanfulla-Borgo S.Donnino | 0-2           | 15 feb.       |
| 9 nov.      | 2-0                 | Viareggio-Parma          | 0-3           | 15 feb.       |
| 9 nov.      | 2-3                 | PGF Libertas-Carpi       | 2-2           | 15 feb.       |
| 9 nov.      | 3-2                 | Piacenza-Pistoiese       | 0-1           | 15 feb.       |
| 9 nov.      | Riposa: Libertas LU |                          |               | 15 feb.       |

| Andata (4ª) | Andata (4ª)          | Quarta giornata          | Ritorno (15ª) | Ritorno (15ª) |
|             |                      |                          |               |               |
| 23 nov.     | 2-0                  | Libertas-Borgo S.Donnino | 3-2           | 22 mar.       |
| 23 nov.     | 1-1                  | Pistoiese-Fanfulla       | 0-0           | 22 feb.       |
| 23 nov.     | 3-2                  | Parma-Piacenza           | 2-0           | 22 feb.       |
| 23 nov.     | 3-0                  | Carpi-Viareggio          | 2-3           | 22 mar.       |
| 23 nov.     | Riposa: PGF Libertas |                          |               |               |

| Andata (5ª) | Andata (5ª)   | Quinta giornata        | Ritorno (16ª) | Ritorno (16ª) |
|             |               |                        |               |               |
| 30 nov.     | 2-1           | Pistoiese-Libertas     | 1-1           | 1º mar.       |
| 30 nov.     | 2-0           | Viareggio-PGF Libertas | 0-5           | 1º mar.       |
| 30 nov.     | 1-1           | Fanfulla-Piacenza      | 1-3           | 1º mar.       |
| 30 nov.     | 3-1           | Borgo S.Donnino-Carpi  | 0-3           | 1º mar.       |
| 30 nov.     | Riposa: Parma |                        |               | 1º mar.       |

| Andata (6ª) | Andata (6ª)        | Sesta giornata        | Ritorno (17ª) | Ritorno (17ª) |
|             |                    |                       |               |               |
| 7 dic.      | 6-1                | Viareggio-Pistoiese   | 0-0           | 8 mar.        |
| 7 dic.      | 1-1                | Piacenza-PGF Libertas | 2-1           | 8 mar.        |
| 7 dic.      | 3-0                | Carpi-Libertas        | 2-2           | 8 mar.        |
| 7 dic.      | 5-0                | Parma-Fanfulla        | 0-2           | 8 mar.        |
| 7 dic.      | Riposa: Borgo S.D. |                       |               | 8 mar.        |

| Andata (7ª) | Andata (7ª)      | Settima giornata      | Ritorno (18ª) | Ritorno (18ª) |
|             |                  |                       |               |               |
| 14 dic.     | 1-0              | PGF Libertas-Fanfulla | 0-3           | 15 mar.       |
| 11 gen.     | 2-0              | Libertas-Viareggio    | 0-1           | 15 mar.       |
| 14 dic.     | 4-0              | Carpi-Pistoiese       | 0-2           | 15 mar.       |
| 14 dic.     | 1-6              | Borgo SD-Parma        | 0-1           | 15 mar.       |
| 14 dic.     | Riposa: Piacenza |                       |               | 15 mar.       |

| Andata (8ª) | Andata (8ª)       | Ottava giornata       | Ritorno (19ª) | Ritorno (19ª) |
|             |                   |                       |               |               |
| 21 dic.     | 1-2               | Viareggio-Piacenza    | 0-2           | 29 mar.       |
| 21 dic.     | 6-1               | Fanfulla-Libertas     | 2-4           | 29 mar.       |
| 21 dic.     | 3-0               | Borgo SD-PGF Libertas | 0-1           | 29 mar.       |
| 21 dic.     | 4-1               | Parma-Carpi           | 0-2           | 29 mar.       |
| 21 dic.     | Riposa: Pistoiese |                       |               | 29 mar.       |

| \| Andata (9ª) \| Andata (9ª) \| Nona giornata \| Ritorno (20ª) \| Ritorno (20ª) \| \| \| \| \| \| \| \| 28 dic. \| 2-2 \| PGF Libertas-Parma \| 0-4 \| 5 apr. \| \| 28 dic. \| 2-1 \| Piacenza-Libertas \| 2-2 \| 5 apr. \| \| 28 dic. \| 5-1 \| Pistoiese-Borgo S.D. \| 1-0 \| 5 apr. \| \| 28 dic. \| 4-1 \| Fanfulla-Viareggio \| 1-1 \| 5 apr. \| \| 28 dic. \| Riposa: Carpi \| \| \| 5 apr. \| |               |                      |               |               |
| Andata (9ª) | Andata (9ª)   | Nona giornata        | Ritorno (20ª) | Ritorno (20ª) |
| |               |                      |               |               |
| 28 dic. | 2-2           | PGF Libertas-Parma   | 0-4           | 5 apr.        |
| 28 dic. | 2-1           | Piacenza-Libertas    | 2-2           | 5 apr.        |
| 28 dic. | 5-1           | Pistoiese-Borgo S.D. | 1-0           | 5 apr.        |
| 28 dic. | 4-1           | Fanfulla-Viareggio   | 1-1           | 5 apr.        |
| 28 dic. | Riposa: Carpi |                      |               | 5 apr.        |

Note
- Fanfulla-Carpi 2-1 disputata il 4 gennaio.
- Carpi-Piacenza 1-2 e Lucchese-Viareggio 2-0 disputate l'11 gennaio.
- Viareggio-Carpi 3-2 disputata il 22 marzo.
- Libertas-Lucchese del 26 ottobre fu data vinta a tavolino alla Libertas.

### Girone D

#### Classifiche
L'Udinese alla prima giornata d'andata incontra il Vicenza ed invia reclamo alla Lega Nord per i giocatori ungheresi Horváth e Molnár in posizione irregolare di tesseramento in quanto risultanti giocatori professionisti in Ungheria.
Classifica finale prima delle sentenze della Lega Nord
|  | Pos. | Squadra          | Pt | G  | V | N | P  | GF | GS | DR  |
|  | ---- | ---------------- | -- | -- | - | - | -- | -- | -- | --- |
|  | 1.   | Vicenza          | 19 | 16 | 9 | 1 | 6  | 32 | 28 | +4  |
|  | 2.   | Udinese          | 19 | 16 | 7 | 5 | 4  | 24 | 22 | +2  |
|  | 3.   | Olympia Fiume    | 19 | 16 | 8 | 3 | 5  | 31 | 20 | +11 |
|  | 4.   | Venezia          | 17 | 16 | 7 | 3 | 6  | 36 | 32 | +4  |
|  | 5.   | Dolo             | 16 | 16 | 6 | 4 | 6  | 29 | 24 | +5  |
|  | 5.   | Monfalconese CNT | 16 | 16 | 5 | 6 | 5  | 20 | 17 | +3  |
|  | 7.   | Gloria Fiume     | 15 | 16 | 6 | 3 | 7  | 20 | 25 | -5  |
|  | 8.   | Triestina        | 13 | 16 | 4 | 5 | 7  | 17 | 26 | -9  |
|  | 9.   | Petrarca         | 10 | 16 | 4 | 2 | 10 | 14 | 29 | -15 |

- Questa classifica rende necessari gli spareggi per l'ammissione alle finali fra Vicenza, Udinese e Olympia Fiume.

#### Spareggi di qualificazione
|         | Risultato |         | Città e data               |  |
| ------- | --------- | ------- | -------------------------- |  |
| Udinese | 3 - 2     | Olympia | Monfalcone, 26 aprile 1925 |  |
| Vicenza | 1 - 1     | Udinese | Treviso, 3 maggio 1925     |  |
| Vicenza | 3 - 1     | Olympia | Gorizia, 10 maggio 1925    |  |
|         |           |         |                            |  |

- L'Olympia è eliminata chiudendo con zero punti, mentre fra Vicenza e Udinese, entrambe a quota tre, si rende necessario un ulteriore spareggio.

|         | Ulteriore spareggio |         | Città e data            |  |
| ------- | ------------------- | ------- | ----------------------- |  |
| Vicenza | 0 - 0 dts           | Udinese | Ferrara, 17 maggio 1925 |  |
|         |                     |         |                         |  |

|         | Ripetizione |         | Città e data            |  |
| ------- | ----------- | ------- | ----------------------- |  |
| Vicenza | 2 - 1       | Udinese | Treviso, 24 maggio 1923 |  |
|         |             |         |                         |  |

- A questo punto però la Lega Nord decise sul reclamo relativo ai due giocatori ungheresi professionisti, poco prima dell'inizio del girone di finale: punisce il Vicenza con lo 0-2 a tavolino per ognuna delle seguenti gare in cui ha utilizzato i giocatori incriminati, e ricompila la classifica del raggruppamento.

| Data             | G.  | Partita                     | Risult.da/a | Risult.da/a |
| ---------------- | --- | --------------------------- | ----------- | ----------- |
| 26 ottobre 1924  | 1ª  | Vicenza-Udinese             | 4-2         | 0-2         |
| 23 novembre 1924 | 4ª  | Triestina-Vicenza           | 1-1         | 2-0         |
| 30 novembre 1924 | 5ª  | Dolo-Vicenza                | 5-2         | 2-0         |
| 7 dicembre 1924  | 6ª  | Vicenza-Olympia             | 3-2         | 0-2         |
| 21 dicembre 1924 | 8ª  | Vicenza-Venezia             | 3-1         | 0-2         |
| 28 dicembre 1924 | 9ª  | Vicenza-Gloria              | 4-0         | 0-2         |
| 1º febbraio 1925 | 10ª | Udinese-Vicenza             | 1-3         | 2-0         |
| 8 febbraio 1925  | 11ª | Vicenza-Monfalconese C.N.T. | 2-0         | 0-2         |

- La classifica del girone viene dunque così riscritta a tavolino, e su queste basi si stilano i verdetti del torneo.

Classifica finale definitiva
|  | Pos. | Squadra          | Pt | G  | V | N | P  | GF | GS | DR  |
|  | ---- | ---------------- | -- | -- | - | - | -- | -- | -- | --- |
|  | 1.   | Udinese          | 23 | 16 | 9 | 5 | 2  | 25 | 15 | +10 |
|  | 2.   | Olympia Fiume    | 21 | 16 | 9 | 3 | 4  | 31 | 17 | +14 |
|  | 3.   | Venezia          | 19 | 16 | 8 | 3 | 5  | 37 | 29 | +8  |
|  | 4.   | Monfalconese CNT | 18 | 16 | 6 | 6 | 4  | 22 | 15 | +7  |
|  | 5.   | Gloria Fiume     | 17 | 16 | 7 | 3 | 6  | 22 | 21 | +1  |
|  | 6.   | Dolo             | 16 | 16 | 6 | 4 | 6  | 26 | 22 | +4  |
|  | 7.   | Triestina        | 14 | 16 | 5 | 4 | 7  | 18 | 25 | -7  |
|  | 8.   | Petrarca         | 10 | 16 | 4 | 2 | 10 | 14 | 29 | -15 |
|  | 9.   | Vicenza          | 6  | 16 | 3 | 0 | 13 | 10 | 32 | -22 |

Legenda:
      Ammessa alle finali.
      Retrocesso in Terza Divisione 1925-1926.
 Ammesso agli spareggi salvezza.
Note:
Due punti a vittoria, uno a pareggio, zero a sconfitta.
In caso di pari merito in qualsiasi posizione della classifica, le squadre sono classificate a pari merito.
La FIGC addivenne a un compromesso con il Vicenza riammettendola nella categoria al momento della compilazione degli organici della stagione successiva, dunque la sua retrocessione fu annullata.
Verdetti
- Udinese qualificata alla fase finale.
- Petrarca impegnato negli spareggi salvezza fra le penultime classificate. In seguito rifiuta di partecipare agli spareggi; perde tutte le partite a tavolino e viene retrocesso in Terza Divisione.
- Il Vicenza avrebbe dovuto a quel punto essere retrocesso, ma la FIGC addivenì ad un compromesso con la formazione berica riammettendola nella categoria al momento della compilazione degli organici della stagione successiva.

#### Tabellone
|                     | Dol  | Glo  | Mon  | Oli  | Pet  | Tri  | Udi  | Ven  | Vic  |
| ------------------- | ---- | ---- | ---- | ---- | ---- | ---- | ---- | ---- | ---- |
| Dolo                | –––– | 2-1  | 3-3  | 2-3  | 6-2  | 1-1  | 4-1  | 2-1  | 2-0  |
| Gloria              | 1-1  | –––– | 1-1  | 2-1  | 3-0  | 0-2  | 0-0  | 4-0  | 3-0  |
| Monfalconese C.N.T. | 2-0  | 1-0  | –––– | 2-2  | 0-0  | 1-3  | 0-0  | 4-0  | 2-0  |
| Olimpia             | 0-0  | 2-3  | 1-0  | –––– | 3-1  | 1-1  | 3-1  | 4-1  | 1-0  |
| Petrarca            | 0-1  | 1-0  | 0-0  | 1-0  | –––– | 1-0  | 1-2  | 1-5  | 2-0  |
| Triestina           | 1-0  | 0-1  | 0-3  | 0-5  | 2-1  | –––– | 0-0  | 3-4  | 2-0  |
| Udinese             | 2-0  | 4-0  | 2-1  | 1-0  | 1-0  | 3-2  | –––– | 2-2  | 2-0  |
| Venezia             | 2-1  | 6-1  | 3-0  | 2-3  | 3-1  | 0-0  | 2-2  | –––– | 4-1  |
| Vicenza             | 2-1  | 0-2  | 0-2  | 0-2  | 3-2  | 4-1  | 0-2  | 0-2  | –––– |

#### Calendario
| Andata (1ª) | Andata (1ª)       | Prima giornata             | Ritorno (12ª) | Ritorno (12ª) |
|             |                   |                            |               |               |
| 26 ott.     | 0-2*              | Vicenza-Udinese            | 0-2*          | 1º feb.       |
| 26 ott.     | 2-1               | Venezia-Dolo               | 1-2           | 1º feb.       |
| 26 ott.     | 1-1               | Gloria-Monfalconese C.N.T. | 0-1           | 1º feb.       |
| 26 ott.     | 1-0               | Petrarca-Olympia           | 1-3           | 1º feb.       |
| 26 ott.     | Riposa: Triestina |                            |               | 1º feb.       |

| Andata (2ª) | Andata (2ª)     | Seconda giornata            | Ritorno (13ª) | Ritorno (13ª) |
|             |                 |                             |               |               |
| 2 nov.      | 1-1             | Olimpia-Triestina           | 5-0           | 8 feb.        |
| 2 nov.      | 0-1             | Petrarca-Dolo               | 2-6           | 12 apr.       |
| 2 nov.      | 2-0             | Monfalconese C.N.T.-Vicenza | 2-0*          | 8 feb.        |
| 2 nov.      | 4-0             | Udinese-Gloria              | 0-0           | 8 feb.        |
| 2 nov.      | Riposa: Venezia |                             |               | 8 feb.        |

| Andata (3ª) | Andata (3ª)     | Terza giornata              | Ritorno (14ª) | Ritorno (14ª) |
|             |                 |                             |               |               |
| 4 gen.      | 0-1             | Triestina-Gloria            | 2-0           | 15 feb.       |
| 4 gen.      | 3-2             | Vicenza-Petrarca            | 0-2           | 15 feb.       |
| 9 nov.      | 4-1             | Dolo-Udinese                | 0-2           | 15 feb.       |
| 9 nov.      | 3-0             | Venezia-Monfalconese C.N.T. | 0-4           | 15 feb.       |
| 9 nov.      | Riposa: Olimpia |                             |               | 15 feb.       |

| Andata (4ª) | Andata (4ª) | Quarta giornata              | Ritorno (15ª) | Ritorno (15ª) |
|             |             |                              |               |               |
| 23 nov.     | 2-0*        | Triestina-Vicenza            | 1-4           | 22 feb.       |
| 23 nov.     | 2-1         | Gloria-Olympia               | 2-1           | 22 feb.       |
| 23 nov.     | 0-0         | Petrarca-Monfalconese C.N.T. | 0-0           | 22 feb.       |
| 23 nov.     | 2-2         | Udinese-Venezia              | 2-2           | 22 feb.       |
| 23 nov.     | Riposa:Dolo |                              |               | 22 feb.       |

| Andata (5ª) | Andata (5ª)    | Quinta giornata               | Ritorno (16ª) | Ritorno (16ª) |
|             |                |                               |               |               |
| 30 nov.     | 2-0*           | Dolo-Vicenza                  | 1-2           | 22 mar.       |
| 30 nov.     | 1-0            | Udinese-Petrarca              | 2-1           | 22 mar.       |
| 30 nov.     | 3-1            | Triestina-Monfalconese C.N.T. | 0-3           | 1° mar.       |
| 30 nov.     | 4-1            | Olympia-Venezia               | 4-1           | 1° mar.       |
| 30 nov.     | Riposa: Gloria |                               |               | 1° mar.       |

| Andata (6ª) | Andata (6ª)                 | Sesta giornata    | Ritorno (17ª) | Ritorno (17ª) |
|             |                             |                   |               |               |
| 7 dic.      | 0-2*                        | Vicenza-Olympia   | 0-1           | 8 mar.        |
| 7 dic.      | 5-1                         | Venezia-Petrarca  | 3-1           | 8 mar.        |
| 7 dic.      | 1-1                         | Gloria-Dolo       | 1-2           | 8 mar.        |
| 7 dic.      | 0-0                         | Triestina-Udinese | 2-3           | 8 mar.        |
| 7 dic.      | Riposa: Monfalconese C.N.T. |                   |               | 8 mar.        |

| Andata (7ª) | Andata (7ª)     | Settima giornata            | Ritorno (18ª) | Ritorno (18ª) |
|             |                 |                             |               |               |
| 14 dic.     | 0-0             | Olimpia-Dolo                | 3-2           | 15 mar.       |
| 14 dic.     | 2-1             | Udinese-Monfalconese C.N.T. | 2-1           | 15 mar.       |
| 14 dic.     | 1-0             | Petrarca-Triestina          | 1-2           | 15 mar.       |
| 14 dic.     | 6-1             | Venezia-Gloria              | 0-4           | 15 mar.       |
| 14 dic.     | Riposa: Vicenza |                             |               | 15 mar.       |

| Andata (8ª) | Andata (8ª)     | Ottava giornata             | Ritorno (19ª) | Ritorno (19ª) |
|             |                 |                             |               |               |
| 21 dic.     | 0-2*            | Vicenza-Venezia             | 1-4           | 29 mar.       |
| 21 dic.     | 2-2             | Monfalconese C.N.T.-Olympia | 0-1           | 29 mar.       |
| 21 dic.     | 1-1             | Dolo-Triestina              | 0-1           | 29 mar.       |
| 21 dic.     | 3-0             | Gloria-Petrarca             | 0-1           | 29 mar.       |
| 21 dic.     | Riposa: Udinese |                             |               | 29 mar.       |

| \| Andata (9ª) \| Andata (9ª) \| Nona giornata \| Ritorno (20ª) \| Ritorno (20ª) \| \| \| \| \| \| \| \| 28 dic. \| 0-2* \| Vicenza-Gloria \| 0-3 \| 5 apr. \| \| 28 dic. \| 3-1 \| Olympia-Udinese \| 0-1 \| 5 apr. \| \| 28 dic. \| 3-4 \| Triestina-Venezia \| 0-0 \| 5 apr. \| \| 28 dic. \| 3-3 \| Dolo-Monfalconese C.N.T. \| 0-2 \| 5 apr. \| \| 28 dic. \| Riposa: Petrarca \| \| \| 5 apr. \| |                  |                          |               |               |
| Andata (9ª) | Andata (9ª)      | Nona giornata            | Ritorno (20ª) | Ritorno (20ª) |
| |                  |                          |               |               |
| 28 dic. | 0-2*             | Vicenza-Gloria           | 0-3           | 5 apr.        |
| 28 dic. | 3-1              | Olympia-Udinese          | 0-1           | 5 apr.        |
| 28 dic. | 3-4              | Triestina-Venezia        | 0-0           | 5 apr.        |
| 28 dic. | 3-3              | Dolo-Monfalconese C.N.T. | 0-2           | 5 apr.        |
| 28 dic. | Riposa: Petrarca |                          |               | 5 apr.        |

Note
- Vicenza-Petrarca 3-2 e Triestina-Gloria 0-1 disputate il 4 gennaio.
- Dolo-Petrarca 1-1 dell'8 febbraio fu annullata e ripetuta il 12 aprile terminando 6-2.

### Girone finale
|  | Pos. | Squadra | Pt | G | V | N | P | GF | GS |
|  | ---- | ------- | -- | - | - | - | - | -- | -- |
|  | 1.   | Udinese | 7  | 6 | 3 | 1 | 2 | 11 | 8  |
|  | 2.   | Parma   | 7  | 6 | 3 | 1 | 2 | 9  | 10 |
|  | 3.   | Novese  | 6  | 6 | 3 | 0 | 3 | 11 | 7  |
|  | 4.   | Como    | 4  | 6 | 1 | 2 | 3 | 5  | 11 |

Verdetti
- Udinese campione italiano di Seconda Divisione dopo spareggio con il Parma.
- Udinese e Parma promosse in Prima Divisione 1925-26.
- Novese e Como ammesse agli spareggi interdivisionali contro le undicesime classificate dei due gironi di Prima Divisione con in palio due posti per il massimo campionato, rinunciano alla disputa di tale girone di qualificazione alla massima serie rimanendo in Seconda Divisione.

#### Risultati
| Andata (1ª) | Andata (1ª) | Prima giornata | Ritorno (4ª) | Ritorno (4ª) |
|             |             |                |              |              |
| 17 mag.     | 1-0         | Parma-Como     | 1-1          | 5 lug. 1925  |
| 14 giu.     | 2-0         | Udinese-Novese | 0-2          | 5 lug. 1925  |

| Andata (2ª) | Andata (2ª) | Seconda giornata | Ritorno (5ª) | Ritorno (5ª) |
|             |             |                  |              |              |
| 24 mag.     | 2-0         | Como-Novese      | 0-6          | 12 lug. 1925 |
| 21 giu.     | 3-2         | Parma-Udinese    | 1-4          | 12 lug. 1925 |

| Andata (3ª) | Andata (3ª) | Terza giornata | Andata (6ª) | Andata (6ª)  |
|             |             |                |             |              |
| 31 mag.     | 1-0         | Novese-Parma   | 2-3         | 19 lug. 1925 |
| 28 giu.     | 0-0         | Udinese-Como   | 3-2         | 19 lug. 1925 |

Spareggio per il titolo
- Padova, 23 agosto 1925: Udinese-Parma 2-0 tav. (forfait del Parma).

### Girone salvezza
|  | Pos. | Squadra           | Pt | G | V | N | P | GF | GS |
|  | ---- | ----------------- | -- | - | - | - | - | -- | -- |
|  | 1.   | Vado              | 10 | 6 | 5 | 0 | 1 | 11 | 1  |
|  | 1.   | Trevigliese       | 10 | 6 | 5 | 0 | 1 | 9  | 4  |
|  | 3.   | Borgo San Donnino | 3  | 6 | 2 | 0 | 4 | 5  | 8  |
|  | 4.   | Petrarca          | 0  | 6 | 0 | 0 | 6 | 0  | 12 |

Ripescaggi
- L'ulteriore spareggio fra Vado e Trevigliese fu disputato il 2 agosto 1925 a Tortona e vide la vittoria per 3-0 del Vado.[9] In ogni caso, a causa della decisione di allargare da 40 a 44 squadre il campionato di Seconda Divisione 1925-1926, vi furono ammesse le non aventi diritto Vicenza, Petrarca di Padova, Trevigliese ed Edera di Trieste, annullando sostanzialmente le retrocessioni per le penultime classificate (ad eccezione del Borgo San Donnino che cessò l’attività sportiva per gravi problemi economici).[10]

## Sud
Il Sud aveva anch'esso dei tornei chiamati di Seconda Divisione, ma non avevano nulla a che fare con il campionato sopra esposto. Era infatti suddiviso in campionati separati, gestiti dai Comitati Regionali, nei quali le prime classificate avevano la possibilità di essere promosse in Prima Divisione, anche se l'ascesa era subordinata, oltre che al piazzamento, alla soddisfazione di requisiti economici e infrastrutturali, non esistendo ancora qui neppure il titolo sportivo.
In questa stagione vennero promosse in Prima Divisione Lega Sud le seguenti squadre: S.C. Stabia, U.S. Bagnolese (ex Pro Bagnoli), U.S. Puteolana, F.B.C. Roma e S.C. Foggia.

### Girone Marchigiano
|  |    | 2ª Divisione Marchigiana 1924-25 | Pt | G | V | N | P | GF | GS |
|  | -- | -------------------------------- | -- | - | - | - | - | -- | -- |
|  | 1. | Vigor Senigallia                 | 8  | 4 | 4 | 0 | 0 | _  | _  |
|  | 2. | Perugia                          | 4  | 4 | 2 | 0 | 2 | _  | _  |
|  | 3. | S.C. Biagio Nazzaro              | 0  | 4 | 0 | 0 | 4 | _  | _  |
|  |    |                                  |    |   |   |   |   |    |    |

Verdetti
- Vigor Senigallia rinuncia alla Prima Divisione ed è sostituita dall'U.C. Maceratese (non iscritta al alcun campionato 1924-25).

### Girone Laziale
|  |    | Classifica                 | Pt |
|  | -- | -------------------------- | -- |
|  | 1. | F.B.C. Roma                | 8  |
|  | 2. | C.S. Virtus Goliarda, Roma | 6  |
|  | 3. | Civitavecchia F.C.         | 4  |
|  | 4. | Tivoli                     | 1  |
|  | 4. | S.S. Romulea, Roma         | 1  |
|  |    |                            |    |

Verdetti
- Il F.B.C. Roma è qualificato agli spareggi promozione-retrocessione contro la penultima classificata della Prima Divisione Lazio.
- La classifica non è completa ed è soltanto parziale non essendo stati reperiti i risultati di metà delle partite effettivamente disputate (come confermano i comunicati ufficiali del Comitato Regionale Laziale il campionato fu disputato a girone doppio).[12]

|             | Spareggi |             | Città e data         |  |
| ----------- | -------- | ----------- | -------------------- |  |
| Audace Roma | 4 - 1    | F.B.C. Roma | Roma, 21 giugno 1925 |  |
| F.B.C. Roma | 2 - 1    | Audace Roma | Roma, 28 giugno 1925 |  |
| Audace Roma | 3 - 1    | F.B.C. Roma | Roma, 5 luglio 1925  |  |
|             |          |             |                      |  |

Il F.B.C. Roma, perso lo spareggio-promozione, venne ammesso in Prima Divisione alla compilazione dei quadri 1925-26.

### Girone Pugliese
Il Comitato Regionale Pugliese iscrisse Lecce e Foggia in Seconda Divisione, la cui vincente avrebbe dovuto disputare lo spareggio di qualificazione con la quarta classificata della Prima Divisione Pugliese. Il Foggia vinse 4-0 all'andata, il Lecce 2-1 al ritorno, ma infine il campionato pugliese venne vinto dal Foggia che sconfisse nello spareggio il Lecce grazie a una doppietta di Peppino Comei.
|        | Risultati |        | Città e data           |  |
| ------ | --------- | ------ | ---------------------- |  |
| Foggia | 4 - 0     | Lecce  | Foggia, 28 giugno 1925 |  |
| Lecce  | 2 - 1     | Foggia | Lecce, 5 luglio 1925   |  |
| Foggia | 2 - 1     | Lecce  | Bari, 12 luglio 1925   |  |
|        |           |        |                        |  |

Lo S.C. Foggia fu così ammessa allo spareggio promozione/retrocessione con l'U.S. Ideale di Bari che non fu disputato per rinuncia del Foggia. Il Foggia, alla compilazione dei quadri stagionali 1925-26, fu ammesso a disputare la Prima Divisione Pugliese.

### Girone Campano
|  |    | Classifica                         | Pt |  |
|  | -- | ---------------------------------- | -- |  |
|  | 1. | S.C. Stabia                        | 19 |  |
|  | 2. | Pro Bagnoli F.B.C., Napoli-Bagnoli | 15 |  |
|  | 3. | U.S. Scafatese, Scafati            | 10 |  |
|  | 3. | S.C. Pro Santa Lucia, Napoli       | 10 |  |
|  | 5. | S.C. Vomero, Napoli                | 7  |  |
|  | 6. | U.S. Audace, Napoli                | 0  |  |
|  |    |                                    |    |  |

Verdetti
- Lo Stabia è ammesso alle qualificazioni per l'ammissione alla Prima Divisione Campana contro l'ultima classificata della Prima Divisione Campania.
- L'Audace rinunciò al campionato (forfait, rinuncia definitiva) e il C.R. Campano le dette perse tutte le partite 0-2 a tavolino.

### Campionato Siciliano
Furono disputati 4 gironi le cui notizie, pubblicate dalla Gazzetta dello Sport edizione centro-sud (stampata a Roma), sono molto frammentarie e meriterebbero di essere controllate presso l'emeroteca della Biblioteca di Palermo guardando tutte le pagine contenenti informazioni sportive. Dei gironi C e D non si conosce l'esatta consistenza e denominazione delle squadre partecipanti. Secondo quanto deciso per normalizzare la situazione, dal 1925 si sarebbe creato anche in Sicilia un girone regionale di Seconda, aperto alle vincitrici dei gironcini di questa edizione, mentre le escluse avrebbero attivato la locale Terza Divisione.

#### Girone A
|  | Pos. | Squadra          | Pt | G | V | N | P | GF | GS | DR |
|  | ---- | ---------------- | -- | - | - | - | - | -- | -- | -- |
|  | 1.   | Tommaso Gargallo | 4  | 2 | 2 | 0 | 0 | 5  | 1  | +4 |
|  | 2.   | US Catanese      | 0  | 1 | 0 | 0 | 1 | 1  | 2  | -1 |
|  | 3.   | Juventus Catania | 0  | 1 | 0 | 0 | 1 | 0  | 3  | -3 |

Legenda:
      Ammesso alle finali.
      Retrocesso in Terza Divisione.
Note:

Due punti a vittoria, uno a pareggio, zero a sconfitta.

##### Calendario
|                  | Risultato |                  | data           |  |
| ---------------- | --------- | ---------------- | -------------- |  |
| Tommaso Gargallo | 3 - 0     | Juventus Catania | 7 giugno 1925  |  |
| Tommaso Gargallo | 2 - 1     | Catanese         | 14 giugno 1925 |  |
| Juventus Catania | n.d.      | Catanese         | 21 giugno 1925 |  |
|                  |           |                  |                |  |

La gara tra Juventus Catania e Catanese non venne disputata perché il campo di gioco non era stato tracciato. Non venne recuperata perché ininfluente per la classifica.

#### Girone B

##### Squadre partecipanti
- U.S. Edera, Palermo
- U.S. Indomita, Palermo
- Palermo F.B.C. (riserve)
- S.C. Stadium, Palermo

##### Classifica finale
|  | Pos. | Squadra     | Pt | G | V | N | P | GF | GS | DR |
|  | ---- | ----------- | -- | - | - | - | - | -- | -- | -- |
|  | 1.   | Stadium     | ?  | . | . | . | . | .  | .  |    |
|  | ?.   | Edera       | ?  | . | . | . | . | .  | .  |    |
|  | ?.   | Indomita    | ?  | . | . | . | . | .  | .  |    |
|  | ?.   | Palermo (B) | ?  | . | . | . | . | .  | .  |    |

Legenda:

      Ammesso alle finali.
Note:

Due punti a vittoria, uno a pareggio, zero a sconfitta.

### Girone C
|  |    | 2ª Divisione siciliana girone C 1924-25 | Pt | G | V | N | P | GF | GS |
|  | -- | --------------------------------------- | -- | - | - | - | - | -- | -- |
|  | 1. | Peloro                                  |    |   |   |   |   |    |    |
|  | ?. | Umberto I                               |    |   |   |   |   |    |    |
|  |    | ?                                       |    |   |   |   |   |    |    |

#### Girone D
- Reggio F.C., Reggio Calabria

Vince il Reggio.

#### Fase finale
Furono disputate semifinali e finale con la Peloro proclamata campione Siciliano di Seconda Divisione 1924-25. La squadra prenderà poi però un anno sabbatico.